# Giuseppe Pezzella
Giuseppe Pezzella (Napoli, 29 de novembro de 1997) é um futebolista profissional italiano que atua como lateral-esquerdo. Atualmente, joga no Cremonese.

## Carreira
Giuseppe Pezzella começou a carreira no Palermo.

### Udinese
Pezella se transferiu para a Udinese Calcio, em 30 de Junho de 2017, num contrato de cinco anos.

## Títulos

### Prêmios individuais
- 57º melhor jovem do ano de 2017 (FourFourTwo)[2]